# Julia Tagüeña
Julia Tagüeña Parga (Nació en 1948 en Frýdlant, Checoslovaquia). Julia es  investigadora, profesora y física mexicana egresada de la Facultad de Ciencias de la Universidad Nacional Autónoma de México (UNAM). Además, posee un doctorado en Ciencias de la Universidad de Oxford. Es profesora e investigadora del Instituto de Energías Renovables de la UNAM.

## Biografía
Julia nació en Frýdlant (entonces Checoslovaquia). Su padre, Manuel Tagüeña, era físico y su madre, Carmen Parga, estudió filosofía.Julia estudió Física en la Universidad Nacional Autónoma de México (UNAM) y obtuvo un doctorado en Ciencias en la Universidad de Oxford. Su principal campo de investigación son la física del estado sólido y las energías renovables.

## Premios
- Premio Nacional de Divulgación de la Ciencia "Alejandra Jaidar", otorgado por la Sociedad Mexicana para la Divulgación de la Ciencia y la Técnica (Somedicyt) en 2023.[6][3]
- Acreedora al Regional Awards in Public Understanding and Popularization of Science, otorgado por The World Academy of Sciences.[7]
- Investigadora Emérita de la UNAM en 2025[8]

## Trayectoria académica
- Se incorporó al  entonces rCentro de Investigación en Materiales (CIM) de la UNAM,en 1976 ahora Instituto de Investigaciones en Materiales (IIM). En 1985, se trasladó al Campus Morelos de la UNAM, en Temixco, Morelos, donde fue la primera investigadora y parte del grupo fundador del recién inaugurado Laboratorio de Energía Solar (LES). Este laboratorio se convirtió en el Centro de Investigación en Energía en 1996, del cual la doctora Tagüeña fue la última directora en 2012, así como la encargada del despacho durante su conversión al Instituto de Energías Renovables (IER) en 2013. Durante estos años, realizó diversas estancias sabáticas: una en la Universidad Autónoma Metropolitana Iztapalapa (1984-1985); otra para participar en la construcción del Universum, Museo de la Ciencias de la UNAM (1991), y una más en la Universidad Autónoma del Estado de Morelos (1998-1999) para apoyar su recién fundada Facultad de Ciencias. Cuenta con 66 publicaciones indizadas, 93 artículos de Divulación, 46 capítulos en libros. Ha dirigido 20 tesis, 13 de ellas de posgrado.

#### Divulgación de la ciencia
Ha sido parte de  los comités editoriales de: la Revista Ciencia y Desarrollo (CONACYT), la Revista Mexicana de Física (Sociedad Mexicana de Física), la revista Ciencias (FC), la sección cultural del periódico Reforma, la Revista Digital Universitaria (que también dirigió de 2009 a 2013), la revista Multiciencias de la Universidad Estadual de Campinas en Brasil, así como del consejo editorial de cultura del periódico El Universal, de la revista Quehacer Científico en Chiapas (Universidad Autónoma de Chiapas), del comité editorial de Mundo Nano, de la serie “La Ciencia desde Morelos para el mundo” de la Academia de Ciencias de Morelos y la Unión de Morelos, de la revista Conversus del Instituto Politécnico Nacional, del Editorial Advisory Board de Dimensions (ASTC), de la revista Forum (FCCYT) y de ¿Cómo ves? (UNAM). Fue presidenta del comité editorial de la DGDC (2004-2008) y es revisora de muchas revistas de divulgación e investigación.

#### Administración pública
En la administración pública, de abril de 2013 a diciembre de 2018, se desempeñó como Directora Adjunta de Desarrollo Científico del Consejo Nacional de Ciencia y Tecnología de México. En enero de 2019, asumió por dos años la Coordinación del Foro Consultivo Científico y Tecnológico AC; sin embargo, sólo ocupó dicho cargo año y medio, ya que el 6 de julio de 2020 presentó su renuncia, argumentando falta de cumplimiento en el otorgamiento de recursos que debería proveer Conacyt.

## Publicaciones
- R. Ruiz-Sánchez, R. Arencibia-Jorge, J. L. Jiménez-Andrade, J. Tagüeña, H. Carrillo-Calvet, Y. G. Rubo(2025) Sixty Years of Research on Polaritons: A Scientometric Review. Engineering Reports. Vol 7, Issue 3.
- García-Rodríguez A, Núñez M, Pérez MR, Govezensky T, Barrio RA, Tagüeña J., et.al. (2025) Sustainable visions: unsupervised machine learning insights on global development goals. PLOS ONE 20(3): e0317412. https://doi.org/10.1371/journal.pone.0317412
- Ricardo Ruiz-Sánchez, Ricardo Arencibia-Jorge, Julia Tagüeña, José Luis Jiménez-Andrade, Humberto Carrillo-Calvet(2024) Exploring research on ecotechnology through artificial intelligence and bibliometric maps,Environmental Science and Ecotechnology,Volume 21
- Jose Luis Jimenez-Andrade, Julia Tagüeña, Ricardo Arencibia-Jorge, Tzipe Govezensky, Miguel Robles-Perez, Humberto Carrillo-Calvet, Rafael A. Barrio and Kimmo Kaski.(2024)Organizational changes and research performance: A multidimensional assessment. Research Evaluation, 2024, 33, rvae005
- Alberto García-Rodríguez, R. A. Barrio, Tzipe Govezensky,Julia Tagüeña, Miguel Robles Pérez,Humberto Carrillo Calvet, José Luis Jiménez Andrade,Ricardo Arencibia-Jorge and Kimmo Kaski.(2023) Impact of institutional organization on research productivity and multidisciplinarity.Front. Phys. 11:1161019. doi: 10.3389/fphy.2023.1161019

- Mansard, L. F. R., Mora, M. D. C. S., & Parga, J. T. (2007). Museología de la ciencia: 15 años de experiencia. UNAM.
- Sánchez-Mora, M. C., & Tagüeña Parga, J. (2011). El manejo de las escalas como obstáculo epistemológico en la divulgación de la nanociencia. Mundo nano. Revista interdisciplinaria en nanociencias y nanotecnología, 4(2), 83-102.
- del Río Portilla, J. A., & Tagüeña Parga, J. (2021). Jóvenes Talentos:¿ Por qué y para qué estudiar Ingeniería en Energías Renovables?.
- Tagüeña Parga, J., Guerra Gómez, A. R., Garrido, C., & Camhaji, A. (2018). Memoria del Seminario Internacional: Opciones y desafíos en México para las Instituciones de Educación Superior ante la Sociedad Digital.
- Tagüeña Parga, J., & Martínez Fernández, M. (2000). Energía. Revista digital universitaria, 1(2).
- Sánchez-Mora, C., Reynoso-Haynes, E., Mora, A. M. S., & Parga, J. T. (2015). Public communication of science in Mexico: past, present and future of a profession. Public Understanding of Science, 24(1), 38-52.
- PARGA, J. T., & SANCHEZ, N. P. (2012). Redes sociales: Construyendo nuevas visiones de la realidad: Entrevista con Norma Pareja Sánchez.
- Tagüeña, J., & Pollitzer, E. (2021). Ciencia, energía y género en los Objetivos de Desarrollo Sostenible. Inventio, la génesis de la cultura universitaria en Morelos, 17(42), 1.